# Parvoscincus luzonensis
Parvoscincus luzonensis — вид сцинкоподібних ящірок родини сцинкових (Scincidae). Ендемік Філіппін.

## Поширення і екологія
Parvoscincus luzonensis мешкають в горах Центрального хребта на півночі острова Лусон, в Гірській провінції. Вони живуть в гірських тропічних лісах, на висоті від 300 до 900 м над рівнем моря.

## Збереження
МСОП класифікує стан збереження цього виду як близький до загрозливого. Parvoscincus luzonensis загрожує знищення природного середовища.